# Zapis ure
V slovenščini sta jezikovno pravilna dva zapisa ure, kadar navajamo minute:
- s piko za ločevanje ur in minut: 12.15;
- z nadpisano številko za minute: 1215.

V drugih jezikih in na elektronskih napravah se uporablja zapis s stičnim dvopičjem (8:45), v slovenskih besedilih pa tak zapis pravopisno ni ustrezen.

### Cele ure
Kadar navajamo cele ure, sta poleg zgornjih zapisov (ob 12.00 in ob 1200) na voljo še dve možnosti:
- ob 12h
- ob 12. uri

Predlog novega pravopisa 8.0 uvršča tudi zapis ob 12h med pravopisno pravilne zapise.

### Zapis sekund in manjših enot
Predlog novega pravopisa 8.0 navaja tudi pravila za zapis časa, če navajamo tudi sekunde in dele sekund. Med vrednostmi za ure in minute ter minute in sekunde pišemo stično dvopičje (1:07:45); med vrednostmi za sekunde in dele sekund (desetinke, stotinke ...) pa pišemo stično vejico (3:57,23).